# أحمد مرسي (أستاذ جامعي)
أحمد مرسي (1 يناير 1944 - 20 يوليو 2022) أستاذ جامعي مصري، أحد رواد الأدب الشعبي في مصر، رأسَ دار الكتب والوثائق القومية من سنة 2003 إلى سنة 2004. وكان عميد المعهد العالي للفنون الشعبية من 1981 إلى 1987.

## مؤلفاته
- الأغنية الشعبية: دراسة ميدانية في منطقة البرلس (1966)
- المأثورات الشعبية الأدبية: دراسة ميدانية في منطقة الفيوم (1969)
- دراسات في الفولكلور (مع آخرين)، (1971).
- مقدمة في علم الفولكلور (1975).[4]
- الفولكلور والإسرائيليات (1976).
- الأغنية الشعبية: مدخل الى دراستها (1982).
- الأدب الشعبى وفنونه (1985).
- عالم نجيب محفوظ (بالإسبانية) مع آخرين (1989).[5]

## ترجمات
- المأثورات الشفاهية (1982).[5]

## جوائزه
- جائزة الدولة التشجيعية من المجلس الأعلى للثقافة (1985)
- نوط الامتياز (1991)
- جائزة الدولة للتفوق في الآداب (1993)
- جائزة الدولة التقديرية في الآداب من المجلس الأعلى للثقافة (1999)
- جائزة جامعة القاهرة التقديرية جائزة نجيب محفوظ للإبداع الفكري والأدبي (2006)
- جائزة النيل في الآداب (2019)[6]
- وسام الاستحقاق المدني من إسبانيا (1992)
- وسام الفنون الجميلة من إسبانيا (1993)

## وفاته
توفي في 20 يوليو 2022 بعد تعرضه لوعكة صحية نُقل على إثرها لأحد مستشفيات مدينة السادس من أكتوبر.

## وصلات خارجية
- أحمد علي مرسي، المجلس الأعلى للثقافة.